# Prionostemma fulvum
Prionostemma fulvum is een hooiwagen uit de familie Sclerosomatidae.